# Гончарово (Псковская область)
Гончарово — деревня в Себежском районе Псковской области России. Входит в состав сельского поселения «Себежское».

## География
Находится на юго-западе региона, в центральной части района, в лесной местности у озера Лавровское, вблизи деревни Скоково, примерно в 14 км от государственной границы с Белоруссией. 
Уличная сеть не развита.

## История
В 1802—1924 годах земли поселения входили в Себежский уезд Витебской губернии.
В 1941—1944 гг. местность находилась под фашистской оккупацией войсками Гитлеровской Германии.
В 1995—2005 годах деревня Гончарово входила в состав Осынской волости (ранее Осынского сельсовета), в 2005—2011 годах относилась к Долосчанской волости Себежского района.
До 1 января 2011 года деревня Гончарово входила в ныне упразднённую Долосчанскую волость. В 2010 году, согласно Закону Псковской области от 03.06.2010 № 984-ОЗ, деревня Гончарово после объединения пяти волостей (Долосчанской, Глембочинской, Дубровской, Лавровской и Томсинской) вошла в образованное муниципальное образование «Себежское сельское поселение».

## Население
| 2001 | 2002 | 2010 |
| ---- | ---- | ---- |
| 3    | ↗5   | ↘2   |

Согласно результатам переписи 2002 года, в национальной структуре населения русские составляли 100 % от общей численности в 5 чел..

## Инфраструктура
Развито личное подсобное хозяйство, любительское рыболовство.

## Транспорт
Деревня доступна по просёлочным дорогам.
Автомобильная дорога общего пользования местного значения от а/д Опочка-Полоцк до дер. Гончарово (идентификационный номер 58-254-870 ОП МП 58Н-053), протяженностью в 1 км.